# 小選區制
小選區制（英語：Small constituency system），又稱單一選區制（英語：Single-Member District），香港方面則是單議席單票制（英語：Single-seat, single-vote system）。指選區只有一席議席，並以多數制決定勝負，即是只有獲得最高票數的候選人才會當選。但如果在該區選舉無其他候選人，唯一候選人無須多數票便當選，此時變成同額競選；
為避免這種只要參選或極少數票就當選情形，例如中華民國《公職人員選舉罷免法》第70條規定須達該選區選舉人總數百分比門檻，始為當選。
而有些地方會規定就算參選人數多於應選人數也要達到一定門檻方可當選。比如票數與當選人數之商再除以多少等。

## 實行國家及地區
- （澳大利亞眾議院、州議會及聯邦领地议会）
- 加拿大（加拿大下議院、省議會）
- 印度（印度人民院、邦議會）
- 马来西亚（馬來西亞下議院、州議會）
- 新加坡（新加坡國會約一成席次）
- 菲律賓（菲律賓國會逾八成席次）
- 美国（美國國會、州議會）
- 墨西哥（墨西哥眾議院逾六成席次、州議會）
- 法國（法國國民議會、大區議會、省議會）
- 德国（德國聯邦議院約一半席次）
- 英国（英國下議院、地方議會）
- 中華民國（臺灣）（立法院由區域選舉產生之席次）
- 大韓民國（韓國國會逾八成席次、市道議會）
- 日本（日本國會逾六成席次）
- 義大利（2018年起意大利國會逾36%席次和大區議會）

### 曾經實行
- 香港（區議會直選議席，於2023年起不再採用）

## 分類
- 多數制（得票最多者當選）
- 多輪系統
  - 兩輪選舉制
  - 多輪絕對多數制
- 选择选举制（英语：Preferential voting）
  - 孔多塞標準（英语：Condorcet criterion）
    - 孔多塞法
    - 科普蘭法（英语：Copeland's method）
    - 凯梅尼－楊法（英语：Kemeny–Young method）
    - 孔多塞輸家（英语：Minimax Condorcet）
    - 納森法（英语：Nanson's method）
    - 排列成双制（英语：Ranked Pairs）
    - 舒爾茨法（英语：Schulze method）

  - 巴克林投票制
  - 庫姆斯法（英语：Coombs' method）
  - 排序複選制
    - 權變投票制（英语：Contingent vote）[3]

  - 波達計數法
- 非排名方法
  - 同意投票